# سه میمون
سه میمون (به ترکی استانبولی: Üç Maymun) فیلمی‌ست ساخته نوری بیلگه جیلان کارگردان اهل کشور ترکیه، این فیلم محصول سال ۲۰۰۸ میلادی می‌باشد.
نوری بیلگه جیلان با فیلم سه میمون در جشنواره فیلم کن ۲۰۰۸ توانست جایزه بهترین کارگردان را نصیب خود بکند.